# Naxia

Mapa de algunas de las ciudades griegas de Caria y de algunas islas del Dodecaneso, donde se aprecia la ubicación de Naxia, al oeste de Alinda.

Naxia (en griego, Ναξία) fue una antigua ciudad griega de Caria. Sus habitantes se llamaban naxiates o naxietes (en griego, Ναξιάτης, Ναξιήτης). 
Perteneció a la Liga de Delos puesto que aparece mencionada en los registros de tributos a Atenas entre los años 454/3 y 432/1 a. C. donde pagaban un phoros de 1000 o 500 dracmas. Es citada también por Esteban de Bizancio.